# 김정현 (아나운서)
김정현(1989년 ~ )은 대한민국의 MBC 아나운서로 1900:2의 경쟁률을 뚫고, 2018년 MBC 38기 공채 아나운서로 입사했다.

## 경력
- 고려아연 구매담당 업무
- 2018년 MBC 38기 공채 아나운서
- 2018년 ~ 현재 MBC 아나운서국 아나운서

## 진행

### TV
- 생방송 오늘아침 진행 (2020년 1월 1일 ~ 2020년 8월 27일, 2023년 6월 5일 ~ 현재)
- 생방송 섹션TV 연예통신 리포터
- 엄마를 부탁해 - 진행

### 라디오
- 세상을 여는 아침 (2020년 5월 11일 ~ 2022년 3월 27일)